# TBC 그룹
TBC 그룹 주식 회사는 도쿄도 신주쿠구에 본사를 두고, 에스테틱 TBC, 남성 TBC을 일본 전국에서 운영하는 에스테틱 최대 기업이다. 일본 피부 에스테틱 협회, 일본 에스테틱업 협회에 가맹하고 있다.

## 연혁
- 1976년 3월 - 시부야구 요요기에 코미 주식회사 설립. 신주쿠 남쪽 출구에 TBC1 호점이 오픈.
- 1977년 4월 - 기술, 화장품 개발을 충실하기 위해 TBC 종합 연구소 개설.
- 1978년 9월 - 코미 인터내셔널 주식 회사 설립.
- 1979년 7월 - 도쿄 의료 주식 회사 설립.
- 1979년 11월 - 신쥬쿠 43F로 본사 이전. 본점 살롱을 동시에 오픈.
- 1980년 12월 - 총 에스테틱을 신쥬쿠 4F 오픈.
- 1981년 9월 - 코미 에이스 주식 회사 설립.
- 1989년 9월 - 직영 100호점 가미오오카 상점 오픈.
- 1990년 6월 - (주) 코미 투어리스트 설립.
- 1991년 3월 - 카와사키시 타마 구에 TBC 연수원 개설.
- 1998년 2월 - 주식 회사 TBC 설립.
- 1999년 1월 - 시부야에 Men's TBC 1 호점 오픈.
- 2000년 1월 - 탈모에 사용하는 찌탄뿌로부 개발 특허 등록.
- 2005년 9월 - 코미 인터내셔널을 셀 주식 회사로 회사명 변경.
- 2006년 8월 - 코미 에이스 주식 회사 에이스 주식 회사로 회사명 변경.[1]。
- 2006년 8월 - 코미 에이스 주식 회사 에이스 주식 회사로 회사명 변경.
- 2007년 3월 - 주식 회사 나노 달걀, 학교 법인 성마리안나 의료대학과 함께 제22회 일본 DDS 학회에서 "NANOCUBE (나노 큐브)" 응용 연구 성과를 발표했다.
- 2007년 12월 - "2007 미스 유니 버스 재팬"의 공식 스폰서 오휘샤루 에스테티 쿠사론으로 협찬.
- 2007년 12월 - JOC의 공식 에스테틱 살롱 파트너로 협찬.
- 2007년 12월 - 2016년 올림픽 도쿄 유치 공식 파트너로 협찬.
- 2008년 2월 - 여자 프로 테니스 "구름 다테 키미코" 소속 계약.
- 2008년 12월 - 나카타 히데토시의 "TAKE ACTION!"에 동참 협업을 전개.
- 2008년 12월 - "2009 미스 유니 버스 재팬"의 공식 스폰서 오휘샤루에스테티쿠사론으로 협찬.

## 계열회사
- 인 셀 주식회사 (구・코미 인터내셔널) 광고 대리업
- 에이스 주식회사（구・코미 에이스 주식회사） - 신용 업무 (에이스 가방의 에이스 와 에스라게지 에 관계없음)
- 도쿄 의료 주식 회사 - 의료 고문
- 주식 회사 TBC - 화장품 제조